# Adam J. Slemmer

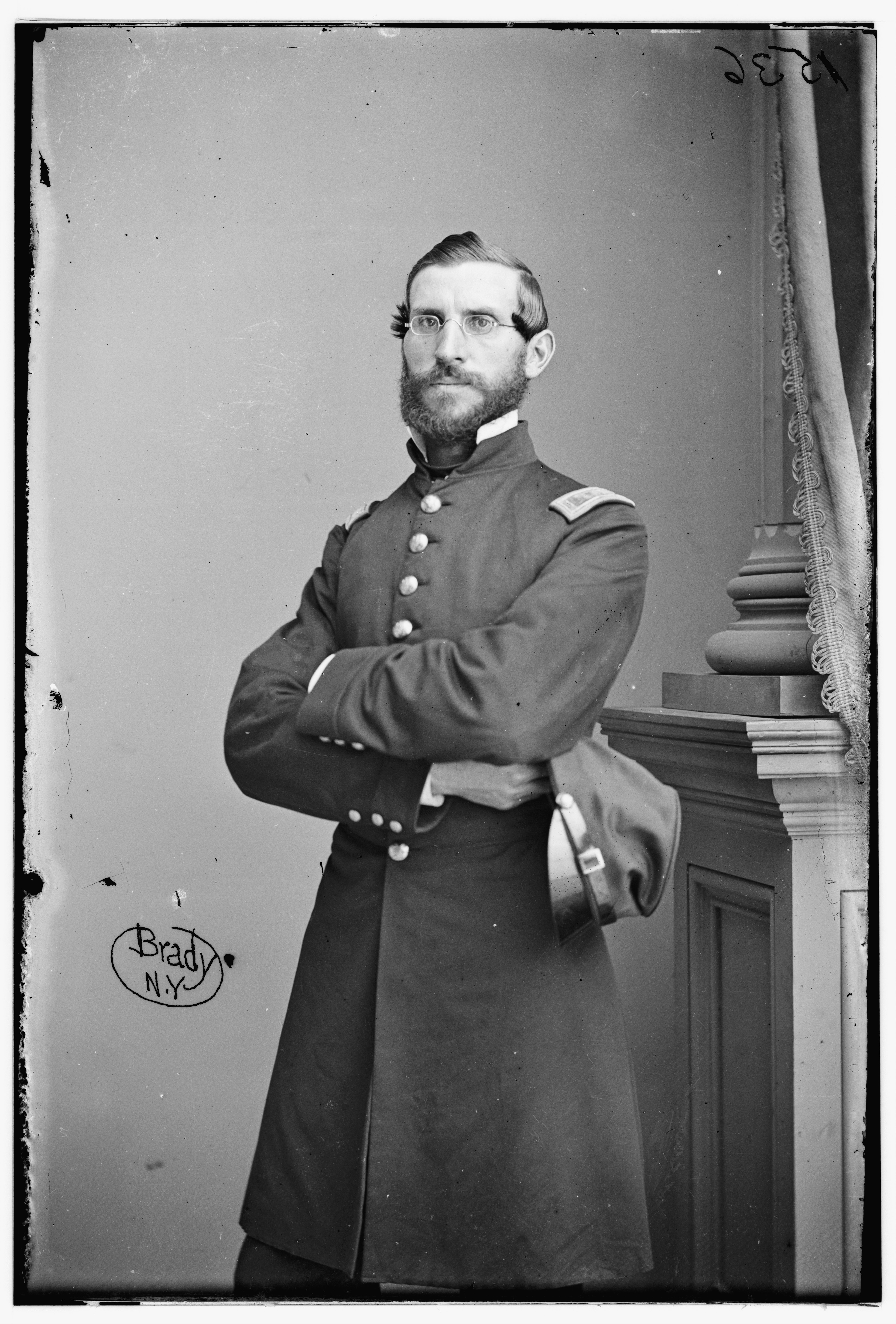
Adam J. Slemmer

Adam Jacoby Slemmer (* 24. Januar 1828 im Montgomery County, Pennsylvania; † 7. Oktober 1868 in Fort Laramie, Wyoming) war ein General des US-Heeres.

## Leben
Slemmer wuchs in Norristown, Pennsylvania auf und absolvierte mit Erfolg die Militärakademie in West Point, New York. 1850 zum
Leutnant befördert und nach Florida kommandiert, nahm er kurze Zeit an dem Kämpfen gegen die Seminolen teil. Anschließend diente er in verschiedenen Garnisonen entlang der Golfküste. 1855 wurde er an die Militärakademie zurückkommandiert, wo er bis 1858 zum Lehrpersonal gehörte. Wieder zur Golfküste beordert, war er noch vor dem Austritt Floridas aus der Union stellvertretender Kommandant von Fort Barrancas an der Pensacola Bay in Florida. Nach der Übergabe der Marinewerft in Pensacola, Florida an die örtlichen Befehlshaber der Florida-Miliz war die Lage im benachbarten Fort Barrancas unhaltbar geworden. Am 8. Januar 1861 forderte Oberst William Henry Chase das Fort zur Übergabe auf und drohte mit dem Einsatz von jeweils 500 Milizionären aus Florida und Alabama. Der Kommandant des Forts, der Südstaatensympathisant Hauptmann John Henry Winder, war zu diesem Zeitpunkt bereits nicht mehr anwesend, da er zu den Konföderierten übergelaufen war.
Slemmer wies die Aufforderung zurück, wobei es bereits zu einer der ersten Schießereien (womöglich der erste Schusswechsel überhaupt) des Krieges kam. Er entschloss sich, auf das gegenüberliegende, noch nicht fertiggestellte, leerstehende Fort Pickens auszuweichen, da dieses leichter zu verteidigen war. Erste konföderierte Angriffsversuche konnten von der Besatzung unter Slemmer abgewiesen werden.
Nach seiner Beförderung zum Major wurde er in den Stab von Generalmajor Buell versetzt und nahm an der Belagerung von Corinth und dem Entsatz von Nashville, Tennessee teil. Die am 31. Dezember 1862 in der Schlacht am Stones River erlittene Verwundung war so schwerwiegend, dass er für den Kriegsdienst nicht mehr tauglich war und zunächst nur noch in der Militärverwaltung in Ohio und New York eingesetzt werden konnte. Am 4. April 1863 wurde er zum  Brigadegeneral der Freiwilligen befördert (wirksam vom 29. November 1862).
Nach dem Ende des Krieges diente er in seinem regulären Dienstgrad als Oberstleutnant und wurde Kommandeur des 4. US-Infanterie-Regiments. Er starb als Kommandant von Fort Laramie an den Nachwirkungen des Typhusfiebers, das er sich während des Krieges zugezogen hatte.
Slemmer wurde am 21. Oktober 1868 auf dem Montgomery Cemetery in der Nähe seiner Heimatstadt Norristown begraben.